# Mirtale
Mirtalele (Myrtales) este un ordin de plante dicotiledonate cu flori care cuprinde circa 11.000 de specii de plante lemnoase (arbori, arbuști) și plante erbacee, cu frunze de obicei întregi, caduce sau persistente, de cele mai multe ori lipsite de stipele,  dispuse opus sau altern. Florile sunt bisexuate (hermafrodite), rareori unisexuate, actinomorfe, excepțional zigomorfe, mai adesea tetramere (mai rar pentamere sau hexamere), dialisepale și dialipetale. Învelișul floral dublu, reprezentat prin caliciu și corolă, este mai adesea colorat, uneori însă, prin reducere, devine simplu.  Androceul diplostemon, polistemon sau obdiplostemon. Staminele sunt în număr egal ori dublu cu petalele, sau uneori staminele se dedublează și devin numeroase. Gineceul cu un singur stil este format de obicei din 4 carpele (uneori 6-2), sincarpe. Ovarul este inferior, adâncit în axul floral. Receptaculul este tubulos sau în formă de cupă, concrescut la unele specii cu ovarul. Placentația este axilară, rareori parietală. Fructele mirtalelor sunt bace, capsule, drupe, nucule, fructe false. Ordinul mirtalelor include 9 familii: Alzateaceae, Combretaceae, Crypteroniaceae, Lythraceae, Melastomataceae, Myrtaceae, Onagraceae, Penaeaceae și Vochysiaceae. Majoritatea speciilor sunt tropicale și subtropicale, însă speciile din familiile Onagraceae și Penaeaceae cresc predominant în zona temperată.
Familii:
- Alzateaceae
- Combretaceae
- Crypteroniaceae
- Lythraceae
- Melastomataceae
- Myrtaceae
- Onagraceae
- Penaeaceae
- Vochysiaceae